# 1640-е годы
1640-е (ты́сяча шестьсо́т сороковы́е) го́ды по григорианскому календарю — промежуток времени с 1 января 1640 года по 31 декабря 1649 года, включающий 1640 год 4-го десятилетия   и с 1641 по 1649 годы    5-го десятилетия XVII века 2-го тысячелетия.  Они закончились 376 лет назад.

## Важнейшие события
- Португальская война за независимость (1637—1668). Война жнецов в Каталонии (1640—1652). Великая чума в Севилье[англ.] (1647—1652).
- «Бобровые войны» между французами и ирокезами (1640-е — 1701).
- Период самоизоляции Японии (1641—1853).
- Английская революция (1640/1642—1651).
  - «Долгий парламент» (1640—1652). Английская республика (1649—1660).
  - Гражданские войны (1642—1646; 1648—1649; 1649—1651; «Круглоголовые»; «Кавалеры»). Армия нового образца (1644).
  - Войны Англии, Шотландии и Ирландии (1639—1651; Войны трёх королевств).
- Тасмания и Новая Зеландия открыты Абелем Тасманом в результате двух экспедиций (1642—1644).
- Падение династии Мин в Китае (1644; крестьянская война). Маньчжурское завоевание Китая (1644—1683; династия Цин). Запрет морской торговли (1647). Хошутское ханство (1642—1717).
- Турецко-венецианская война (1645—1669).
- Восстание Мазаньелло (1647; Неаполитанская республика).
- Вестфальским миром (1648) завершились две затянувшиеся европейские войны:
  - Нидерландская революция (1568—1648). Голландская республика обрела независимость от Испании.
  - Тридцатилетняя война (1618—1648) между различными силами католиков и протестантов в Европе. Каждый из 360 немецких князей Священной Римской империи получил практически полный суверенитет над своей территорией. Швейцария обрела независимость от империи.
- Фронда во Франции (1648—1653; Мазарини).
- Соляной бунт в России (1648). Чукотская экспедиция Дежнёва и Попова (1648—1649). Соборное уложение (1649).

## Культура
- Декарт, Рене (1596—1650). «Размышления о первой философии» (1640).
- Хосе де Рибера (1591—1652). «Святая Инесса» (1641).
- Велес де Гевара (1579—1644). «Хромой бес» (1641).
- Рембрандт (1606—1669), художник. «Ночной дозор» (1642).
- Религиозное движение Янсенизм («Augustinus» — 1640, Янсений).

### Наука и техника
- Суммирующая машина Паскаля (1642; Паскаль, Блез);
- Каменноугольный кокс получен (1642)[1].
- Ртутный барометр («Opera geometrica» — 1644; Торричелли).

## Мировые лидеры
- Кристиан IV, король Дании и Норвегии (1588—1648).
- Фридрих III, король Дании (1648—1670).
- Карл I, король Англии, Шотландии и Ирландии (1625—1649).
- Людовик XIII, король Франции (1610—1643).
- Кардинал Ришельё, первый министр Франции (1624—1642).
- Кардинал Мазарини, первый министр Франции (1642—1661).
- Анна Австрийская, королева и регентша Франции (1643—1651).
- Людовик XIV, король Франции (1643—1715).
- Фердинанд III, император Священной Римской империи (1637—1657).
- Фридрих-Генрих Оранский, штатгальтер Голландии, Зеландии, Утрехта, Оверэйсела и Гелдерланда (1625—1647).
- Вильгельм II Оранский, штатгальтер Голландии, Зеландии, Утрехта, Оверэйсела и Гелдерланда (1647—1650).
- Папа Урбан VIII (1623—1644).
- Папа Иннокентий X (1644—1655).
- Фелипе IV, король Испании (1621—1665).
- Жуан IV, король Португалии (1640—1656).
- Кристина, королева Швеции (1632—1654).

## Скончались
- 8 января 1642 года — Галилео Галилей